# Bernhard Fink
Bernhard Fink (* 4. Juli 1973 in Mödling) ist ein österreichischer Humanbiologe.

## Leben
Fink studierte von 1991 bis 2001 u. a. Biologie an der Universität Wien, 2003 promovierte er mit dem Thema Second to Fourth Digit Ratio in Relation to Face and Body Shape. 2001 gründete er die Firma Biosocial Science Information in Biedermannsdorf. Von 2002 bis 2005 war er als Postdoc an der Universität Wien tätig, von 2005 bis 2007 an der Universität Göttingen, ebenfalls als Postdoc. Von 2008 bis 2013 leitete er dort eine Emmy Noether-Forschungsgruppe. Ab 2013 war er für drei Jahre Stipendiat im Heisenberg-Programm, von Mai 2018 bis Februar 2019 Fellow des Hanse-Wissenschaftskollegs in dem Projekt The Evolution and Function of Human Dance in Delmenhorst.

## Forschung
Fink ist Autor von zahlreichen Fachartikeln, die sich mit dem Erscheinungsbild und Verhalten des Menschen befassen. Der Zitationsindex der Publikationen (h-Index), an denen er beteiligt war, beträgt nach ISI 36. Fink veröffentlichte u. a. über physische Attraktivität von Männern und Frauen und Partnerwahl, unter anderem auch über die Signale von Körperbewegungen (z. B. Tanzen und Gehen). Zu seinen vielfältigen Forschungsfeldern gehört insbesondere auch die optische Wahrnehmung der menschlichen Haut und Gesichtsymmetrie. Dazu gehören auch Forschungen zu diesbezüglichen Populationsunterschieden. Einen weiteren Schwerpunkt bilden Forschungen zum Verhältnis von Fingerlänge und Merkmalen der „Maskulinität“ die methodisch und inhaltlich umstritten sind. Populärwissenschaftlich Darstellungen seiner Forschungsergebnisse vertrat er jahrelang als Gast in einigen Fernseh- und Radiosendungen.

## Publikationen (Auswahl)
- R. Trivers, B. Fink, M. Russell, K. McCarty, B. James, B. P. Palestis: Lower body symmetry and running performance in elite Jamaican track and field athletes. In: PLoS ONE. Band 9, Nr. 11, 2014, Artikel e113106.
- B. Fink, B. Weege, J. T. Manning, R. Trivers: Body symmetry and physical strength in human males. In: American Journal of Human Biology. Band 26, Nr. 5, 2014, S. 697–700.
- J. T. Manning, B. Fink, R. Trivers: Digit ratio (2D:4D) and gender inequalities across nations. In: Evolutionary Psychology. Band 12, Nr. 4, 2014, S. 757–768.
- B. Weege, B. P. Lange, B. Fink: Women’s visual attention to variation in men’s dance quality. In: Personality & Individual Differences. Band 53, Nr. 3, 2012, S. 236–240.
- N. Neave, K. McCarty, J. Freynik, N. Caplan, J. Hönekopp, B. Fink: Male dance moves that catch a woman's eye. In: Biology Letters. Band 7, 2011, S. 221–224.
- J. T. Manning, B. Fink: Digit ratio (2D:4D) and aggregate personality scores across nations: data from the BBC internet study. In: Personality & Individual Differences. Band 51, Nr. 4, 2011, S. 387–391.
- J. T. Manning, S. Baron-Cohen, S. Wheelwright, B. Fink: Is digit ratio (2D:4D) related to systemizing and empathizing? Evidence from direct finger measurements reported in the BBC internet survey. In: Personality & Individual Differences. Band 48, Nr. 6, 2010, S. 767–771.
- B. Fink, N. Neave, H. Seydel: Male facial appearance signals physical strength to women. In: American Journal of Human Biology. Band 19, Nr. 1, 2007, S. 82–87.
- B. Fink, K. Grammer, R. Thornhill: Human (Homo sapiens) facial attractiveness in relation to skin texture and color. In: Journal of Comparative Psychology. Band 115, Nr. 1, 2001, S. 92–99.
- Bernhard Fink: Hauttextur und weibliche Schönheit: Der Einfluss der Hautoberfläche auf die Attraktivität von Frauengesichtern. Diplomarbeiten-Agentur diplom.de, Hamburg 2000, ISBN 3-8324-4694-X.